# 한국대학총학생회연합
한국대학총학생회연합(韓國大學總學生會聯合, 영어: The Korean Federation of University Students Councils, 약칭 한총련)은 80년대 학생운동을 주도했던 전대협을 계승하여 1993년 만들어진 대한민국의 학생운동단체이다. 표어는 1993년 창립시에는 '생활, 학문, 투쟁의 공동체'였으며 1995년에 '민족의 운명을 개척하는 불패의 애국대오'로 변경하였다.
1992년를 마지막으로 전대협은 발전적 해체를 선언하고 1993년 한국대학총학생회연합을 창립하였다. 기존의 각 대학교 총학생회장단의 협의체 수준이었던 전대협을 확대하여 전국 모든 대학 단과대 학생회장까지를 대의원으로 하는 학생회 연합체로 조직을 확대 개편하였다.
그러나 한총련은 특유의 권위주의적 성향과 패권적 운동관으로 인해 1996년 연세대 사태와 1997년 한양대 출범식 사건으로 여러 학생운동그룹들과 상당수 학교들이 탈퇴하면서 세력이 급격히 약화됐다. 당시 한총련을 탈퇴한 학생운동그룹들은 전국학생회협의회, 전국학생연대회의, 참대학 등의 독자적인 학생운동조직, 학생회협의체를 건설하였다.
한총련이 대법원에서 이적단체로 판결되었고 한총련에 가입한 단과대학 총학생회장에 당선되면 자동으로 국가보안법 위반으로 입건되었는데 이로 인하여 국가보안법위반자가 급증하여 사회문제가 되었다. 1997년 191명이 구속되어 전원 기소되었고 1998년 127명 구속되어 121명 기소,  1999년 162명 구속 149명 기소, 2000년 101명 구속 95명 기소, 2001년8월까지 13명 구속 4명 기소로 전체 594명이 구속되어 560명이 재판을 받았다. 한총련이 이적단체로 판결이 나서 집중적으로 국가보안법위반으로 기소한 건수가 늘었던 김대중 정부에서 전체 국가보안법위반 구속자의 53%가 한총련 대의원이다.
구체적으로 한총련 제5기(1997년) 사법처리 대상자 388명 중에 206명이 구속, 160명이 불구속되어 351명 구공판 기소, 115명 기소유예, 체포되지 않은 사람이 22명이었으며 1998년 제6기는 301명 중에 145명이 구속되고 118명이 불구속 6명 내사종결되어 구공판기소 252명 기소유예 11명 체포되지 않은 사람 32명이며 7기(1999년)는 291명 중에 97명이 구속되고 48명이 불구속 16명 내사종결이며 구공판 137명 기소유예 8명 체포되지 않은 사람 130명으로 5~7기 전체 사법처리 대상자 980명 가운데 448명이 구속되고 740명이 재판을 받았다.
2000년대 중반 이후 사실상 유명무실화되었으며 2013년 기준으로는 조직을 유지하고 있는지 여부조차 불분명한 상태다. 2000년대 초반 한총련 소속 일부 세력이 독자적인 한대련을 만들고, 이후 몇년간 두조직이 함께 존재하였다.

## 역사
1993년 기존 전국대학생대표자협의회 (약칭 : 전대협)을 계승하자는 취지로 전북대학교에서 창립대의원대회를 갖고 고려대학교에서 8만여 명이 모인 가운데 출범했다. 그러나 한총련은 1996년 여름, 연세대학교에서의 8.15 통일대축전 및 범민족대회에서 벌어진 대규모 폭력 시위로 인하여, 정부의 대대적 제재 및 폭력 시위에 대한 학생들의 부정적 시각을 초래하였다. 그리고 이듬해 대법원에 의해 4기 한총련은 '이적단체'로 규정되고, 학생들의 무관심이 증대되면서 한총련의 활동력이 점차 위축되었다. 또한 이후의 5기, 6기 한총련도 대법원에 의하여 이적단체로 규정되었고 10기 한총련(2002년, 서울산업대학교(서울과학기술대학교의 전신)에서 출범식 개최) 또한 이적단체로 규정되었다. 이적(利敵)단체란 반국가단체나 그 구성원 또는 그 지령을 받은 자의 활동을 찬양·선전하거나 국가변란을 선전·선동한 단체를 말한다.
2008년 3월 한총련은 신임 의장 선거에서 후보자를 찾지 못해 출범 16년 만에 처음으로 의장 선출에 실패했다. 한총련은 28일 한양대 캠퍼스에서 한총련 소속 전국 40여 개 대학교 총학생회장과 각 단과대학 학생회장 등 대의원 60여 명을 비롯해 150여 명의 학생들이 모여 긴급 대의원대회를 개최하여 김현웅 전남대 총학생회장을 '16기 한총련 투쟁본부장'으로 추대했다.

## 진군가
| “ | 불패의 한길달려온 자랑찬 백만청년아 민족의 등불은 청년의 눈빛 당당히 밝혀 가리라 애국의 피로 꿈틀대는 팔목에 힘을주어라 자주 민주 통일 전선으로 한총련 깃발 드높이 애국을 움켜쥔 주먹 백만이 치켜 뻗을때 반도 산천 뒤흔드는 승리의 노래 소리 투쟁이다 한총련이여 반미자주 함성으로 가자! 가자! 한총련이여! 통일 조국으로! 해방조국으로! | ” |

## 활동

### 조직
2007년 기준으로 한총련의 대표자인 의장과 최고의결기구인 대의원대회, 상임의결기구인 중앙위원회, 상설의결기구인 중앙상임위원회를 두고 있다. 또한 집행기구로는 중앙집행위원회와 그 산하에 중앙집행국, 중앙정책위원회, 중앙조직위원회, 연대사업위원회, 사무처 등으로 구성된다. 그리고 특별기구로는 학원자주화추진위원회와 조국통일위원회를 설치하여, 학내문제와 조국통일문제를 가장 주된 과제로 밝히고 있다.
지역별로는 서울(서총련), 강원(강총련), 경기인천(경인총련), 충청(충청총련), 광주전남(남총련), 전북(전북총련), 대구경북(대경총련), 부산경남(부경총련)으로 지역별 총학생회 연합이 있으며 각 지역총련별로 지구를 둔다. 제주(제총협)지구는 지역적 특수성으로 지역총련과 동격인 특별지구로 한다.
1987년 8월 `전남지역 대학생대표자협의회'를 계승해 출범한 단체로 1993년에 전남.광주지역 22개 대학이 가입했으며 5공화국,6공화국 청산과 전두환, 노태우 전 대통령의 구속, 5.18 진상규명 및 미군 철수와 함께 북한의 핵사찰반대, 고려연방제 채택 등을 주장하는 『전남지역 총학생회연합』(남총련)은 1993년 11월 2일과 3일 광주 미문화원과 안기부 목포출장소 기습시위를 주도하는 등 1993년에 검찰청과 경찰청, 미국 관련시설,정당 당사 등을 100여차례 기습 또는 항의 방문했으며 화염병과 쇠파이프, 돌 등을 동원한 시위로 중상자 36명을 포함한 경찰관 413명이 부상을 입고 경찰차량 10대를 파손시키기도 하여 정부당국으로부터 「과격폭력집단」으로 규정받고 있다.  `자주.민주.통일의 실현' `반미 자주화 외세배격' `민중생존권 쟁취'를 3대 투쟁목표로 내걸고 있는 남총련 (의장 오창규)은 2백∼1천명 단위로 연인원 2만 6천여명이 54차례에 걸쳐 가두 시위를 벌인 한국대학 총학생회연합 산하 지역 단체 중에서 가장 격렬한 시위를 벌여 운동권내에서 대정부 투쟁의 선봉대다. 남총련 소속 학생은 1000여명인데 시위 때마다 쇠파이프 등으로 무장, 진압 경찰관에게 폭력을 행사하는 극렬 선봉대원이 600여명에 이른다고 경찰은 밝혔다.

### 활동
한국대학총학생회연합(한총련.의장 金在容한양대총학생회장)은 1993년 5월 29일 오전8시10분부터 고려대 학생회관 1층 생활도서관에서 제1기 출범식 행사의 하나로 마련한 북한및 해외 학생대표들과 국제전화를 통해 「조국통일 범민족청년학생연합」金在容한총련의장 등 남측본부 의장단 11명은 서울에서, 허창조 조선학생위원장 등 6명의 북측 본부 의장단은 중국 북경 연경호텔에서, 김창오 재일한국청년동맹위원장 등 해외본부 의장단 6명은 일본 동경에서 국제전화로 회의를 열고 스피커를 통해 공개적으로 2시간여 동안 통일방안과 제3차 청년학생통일축전 등에 대해 논의했다. 1993년 3월초 북한에 귀환한 리인모는 「조국통일 범민족연합」 해외본부 사무총장인 임민식이 북경에서 대독한 연대사에서 "나는 북한에서 잘 지내고 있다. 우리 모두 조국통일을 위해 노력하자"고 말했다. 회의를 마친 뒤 남.북.해외 본부 공동의장단은  한반도 평화정착, 8.15 범민족회담 성사, 6.12 남북청년학생 자매결연 예비회담 개최, 범청학련 연대강화를 위해 함께 노력하자는 등의 공동 결의문을 채택했다.
대검 공안부(부장 최환)는 1993년 6월 13일  "그동안 한총련이 주도한 대규모 옥외집회에 대해서도 평화시위를 조건으로 개최를 허용해왔으나 한총련측이 그동안 두차례나 당국과의 약속을 어기고 불법적인 폭력시위를 주도했기 때문에 앞으로는 어떠한 형태의 집회개최도 허용치 않기로 했다"는 이유로 김춘도 순경 사망사건을 계기로 앞으로 한국대학총학생회연합이 주관하는 옥외집회를 일체 금지했다.
학생대중단체의 분화가 잇따르고, 다양한 의견그룹이 수면 위로 떠오른 지금도 한국대학총학생회연합은 대한민국 사회에서 큰 이슈가 되고 있다.
주한미군철수, 국가보안법철폐, 북미평화협정체결, 6·15 남북 공동선언 이행, 학원자주화 등을 주요 활동목표로 하고 있다.
또한 민주노동당, 민주노총, 전국농민회총연맹 등과 연대하고 있다. 또한 조국통일범민족청년학생연합(범청학련), 조국통일범민족연합 가맹단체이다. 전에는 범청학련 남측본부 의장을 한총련 의장이 겸하였으나 현재는 그렇지 않다.

## 논란 및 사건사고

### 1996년 연세대학교 사태
당시 학생운동을 이끌던 한국대학총학생회연합은 광복절을 기념해 북한에서 열린 민족통일대축전에 2명의 학생을 남측 대표로 참가시켰다. 한총련 지도부는 두 학생이 판문점을 통해 돌아오는 시점에 맞춰 판문점으로 행진하는 것과 연세대학교에서의 집회를 열기로 기획하였다. 그리하여 전국 각지의 한총련 소속 학생들이 서울로 모였으나 김영삼 정부는 공권력을 동원해서라도 집회를 원천 봉쇄하려 하였다. 당시 연세대학교에는 2만 명 정도의 학생이 모였고, 정부는 서울·경기 지역의 전경을 동원해 연세대를 포위했다. 이때 연세대에 진입하지 못한 학생들이 한양대, 홍익대, 동국대 등을 거점으로 삼아, 연세대에 포위된 학생들을 구출하기 위해 사수대를 만들어 신촌 등 연세대 주변지역에서 전경과 산발적인 싸움을 벌였다.
이후 경찰은 연세대에 진입해 학생조직을 검거하려는 당초의 시도가 실패하자 백골단을 투입해 연세대 인근에서 산발적으로 돌격하던 사수대를 제압해 학생들을 연행했다. 이어 전기, 수도, 식량 등을 차단했다. 연세대에 갇힌 2만 여명의 학생은 5일 동안 농성을 하며 버텼다. 학생들은 이과대학 입구와 생활관 각 층마다 책상으로 바리케이드를 쌓고 농성을 했지만 정부는 헬리콥터를 동원해 학생들이 머문 층의 창문으로 최루탄을 살포해 제압했다.
집회와 농성을 벌이던 학생들은 연행됐고, 연세대 교내 시설은 크게 파손됐다. 이 같은 학교 분위기로 인해 연세대와 고려대가 해마다 치루던 정기전은 연세대가 고려대에 양해를 구해 열리지 않았다. 연세대학교 사태는 그해 열린 총학생회장 선거에서 비운동권 후보가 당선되고 사람사랑 학생회가 등장하는 계기가 되었다.

### 이적성 논란
창원지법 형사1부(재판장 안영율 부장판사)는 한총련이 제작한 이적표현물을 소지,배포하고 화염병 시위를 주도한 혐의로 구속된 뒤 검찰이 정한 한총련 탈퇴시한을 지키지 않아 국가보안법상 이적단체 구성혐의로 추가 기소된 인제대 총학생회장 김진영씨(26·법학4)에 대해 『한총련의 이적성 여부에는 아직 논란이 있기는 하지만 우리 재판부는 한총련을 이적단체라고 명확하게 규정한다』라고 판단하면서 징역 2년6월에 자격정지 2년6월을 선고했다 전국 법원 가운데 처음으로 한총련을 이적단체로 규정했다. 대법원(주심 대법관 이임수)은 1998년 7월 30일 한총련 5기 의장 강위원에 대한 상고심을 기각함으로써 한총련을 이적단체라고 확정하였다.
2000년 대법원에 의해 제6기 한국대학총학생회연합은 조선민주주의인민공화국의 대남적화통일노선에 부합하는 폭력혁명노선을 채택함으로써 그 활동을 찬양·고무·선전하며 이에 동조하는 행위를 목적으로 하는 단체로서 국가보안법 제7조가 정하고 있는 대한민국의 이적 단체로 규정되었다.
그 후 2004년 대법원은 재차 10기 한국대학총학생회연합 또한 그 강령 및 규약의 일부 변경하였으나 그 사상과 투쟁목표에 있어서 종전의 한국대학총학생회연합과 근본적인 변화가 있었다고 볼 수 없어, 그 지향하는 노선이 반국가단체인 조선민주주의인민공화국의 통일노선과 그 궤를 같이함으로써 조선민주주의인민공화국의 활동을 찬양·고무·선전하거나 적어도 이에 동조하는 행위를 목적으로 하는 이적단체라고 판단할 수밖에 없다라고 판결하였다. 그러나 한총련과 전대협을 이적단체로 지적한 것에 대해서는 재야와 학생운동계에서 반발, 논란이 진행 중에 있다.
1998년 대법원에서 이적단체로 규정된 한총련 소속 대학 학생대표들은 선출되는 순간 수배자가 되어 길게는 7년까지 수배생활을 했다. 한총련 대의원 구속자는 2000년 71명, 2001년 72명, 2002년 90명이지만, 이중 실형선고를 받은 이는 2000년 1명, 2001년 3명에 불과하다.
노무현 정부 출범을 전후하여 한총련 합법화와 국가보안법 위반으로 징역형 선고를 받은 대의원 등에 대한 사면,복권 논의가 이루어졌다.
1997년 한총련 활동을 한 혐의로 인천지검에 의해 구속기소돼 징역 2년형을 선고받고 복역하다 1999년 8월 형집행정지 결정으로 석방되고 2000년 8월15일 잔형 집행을 면제하는 특별사면과 함께 복권 조처된 정모(30)씨에 대해 인천지검은 이어 8월22일 집행과로 정씨의 사면 사실을 통지했으나, 집행과에서 이의 기록을 누락하면서 2001년 10월 별개의 사건으로 서울지검에 의해 국가보안법 위반 혐의로 구속기소됐을 때 인천지검은 서울지검에 정씨의 잔형 집행이 면제된 사실을 모르고 그 집행을 요청했다. 이에 따라 정씨는 2001년 12월 당시 사건과 관련해 보석 허가를 받고도 남은 형기 79일을 수감되고난 이후인 2003년 3월 6일 형기 종료로 출소했다.

1990년 ‘시민적·정치적 권리에 관한 국제인권규약’에 가입한 대한민국에 대해 규약 감시기구인 유엔 인권이사회가 2005년 7월 열린 제84차 위원회에서 “한총련에 가입했다는 이유만으로 한총련 대의원을 처벌하는 것은 국제인권규약 제22조가 정한 ‘결사의 자유권’ 침해에 해당한다 이는 규약 제18조의 ‘사상과 양심의 자유에 관한 권리’에도 위배된다 한총련에 가입함으로써 국가의 안전에 대해 어떤 실제적인 위협이 있는지 확실한 근거가 없다”고 결정했다.
인권이사회는 △국가보안법 제7조(찬양·고무)를 개정하고, △피해자에게 적절한 보상과 구제를 하고, △비슷한 침해가 일어나지 않도록 재발 방지를 위해 노력해야 한다는 내용 등을 정부에 권고했다.
인권이사회는 1992년과 99년에도 ‘국가보안법을 점진적으로 폐지해야 한다’는 내용 등을 정부에 권고한 바 있다.
2002년 8월 이정은(31·9기 한총련 대의원) 전 건국대 부총학생회장과 민주사회를 위한 변호사모임 김승교 변호사는 한총련의 이적단체 규정을 유엔 인권이사회에 제소했으며, 이씨는 2001년 국가보안법 위반 혐의로 구속기소돼 징역 1년에 자격정지 1년을 선고받았다.
한총련 관련자 사법처리 현황
- 1997년 제5기 한총련: 사법처리 대상자 388명 중에서 구속 206명 불구속 160명으로  구공판 기소 351명 기소유예 15명 미검자 22명이다.
- 1998년 제6기 한총련: 사법처리 대상자 301명 중에서 구속 145명 불구속 118명 내사종결 6명이었으며 구공판 기소 252명 기소유예 11명 미검자 32명이다.
- 1999년 1월 ~ 8월 제7기 한총련: 사법처리 대상자 291명 중에서 구속 97명 불구속 48명 내사종결 16명이었으며 구공판 기소 137명 기소유예 8명 미검자 130명이다.

### 한양대학교 프락치 오인 치사 사건
1997년 6월 한양대학교에서 발생한 이석 치사 사건은 선반기능공 이석이 동료 학생 길소연, 권순욱, 이호준, 정용욱 등에 의해 구타당한 사건이다. 폭행치사 혐의로 길소연, 권순욱, 이호준, 정용욱 등이 구속되었다. 길소연과 권순욱은 각각 징역 7년,이호준은 5년,정용욱은 3년을 선고받았다. 이 중 길소연과 이호준은 1999년 2월 특별사면되어 가석방되었다.

## 같이 보기
- 조국통일범민족청년학생연합
- 민주주의민족통일전국연합
- 전국대학생대표자협의회
- 삼민투
- 21세기 한국대학생연합